# Везосис
Везосис (лат. Vezosis Aegyptius rex) — легендарный египетский фараон, который, по данным позднеантичной римской историографии, безуспешно воевал со скифами.
В эпитоме Юстина сочинения Помпея Трога «Historiarum Philippicarum», относимой по языку к концу II или к началу III в. н. э., сказано:

I, 1 Азия платила им (скифам) дань в течение 1500 лет; конец уплате дани положил ассирийский царь Нин. … 4 Ассирийский царь Нин первый изменил старинный, дедовский обычай народов небывалым стремлением к власти: он первый стал воевать с соседями и покорил неопытные ещё в сопротивлении народы вплоть до пределов Либии.
Правда, раньше его жили египетский царь Везосис и скифский — Танай, из которых первый доходил до Понта, а последний — до Египта. Но они вели войны с отдаленными народами, а не с соседями и, довольствуясь победой, искали не власти себе, а славы своим народам…
Оригинальный текст (лат.)4 Primus omnium Ninus, rex Assyriorum, ueterem et quasi auitum gentium morem noua imperii cupiditate mutauit. 5 Hic primus intulit bella finitimis et rudes adhuc ad resistendum populos terminos usque Libyae perdomuit, 6 Fuere quidem temporibus antiquiores Vezosis Aegyptius et Scythiae rex Tanaus, quorum alter in Pontum, alter usque Aegyptum excessit ; 7 sed longinqua, non finitima gerebant bella, contentique uictoria non imperium sibi, sed populis suis gloriam quaerebant. Ninus magnitudinem quaesitae dominationis continua possessione firmauit. 8 Domitis igitur proximis, cum accessione uirium fortior ad alios transiret et proxima quaeque uictoria instrumentum sequentis esset, totius Orientis populos subegit. 9 Postremum bellum illi fuit cum Zoroastre, rege Bactrianorum, qui primus dicitur artes magicas inuenisse et mundi principia siderumque motus diligentissime spectasse. 10 Hoc occiso et ipse decessit, relicto adhuc inpubere filio Ninya et uxore Samiramide.

Павел Орозий в «Истории против язычников» эту историю отнес к 753+480 г. до н.  э. (1233 г. до н. э.):

14. 1. За 480 лет до основания Города (Рима) Весозис, царь Египта, стремясь либо объединить войной, либо соединить властью север и юг страны, разделенные почти как небо и земля, первый объявил скифам войну, отправив предварительно послов, чтобы те передали условия подчинения: 2. на них скифы ответили послам, что могущественнейший царь напрасно затеял против бедного народа войну, которую скорее он сам должен бояться из-за превратностей войны: успехи будут ничтожны, потери же очевидны; сверх того, они, не дожидаясь у себя, пока он к ним придет, собираются по своей воле пойти к нему навстречу в качестве добычи. 3. И немедленно принялись выполнять сказанное: сначала они заставили бежать в своё царство приведенного в ужас царя Весозиса, брошенное же им войско они перебили и захватили все оружие; они бы опустошили весь Египет, если бы не были сдержаны болотами. 4. Возвратившись оттуда, они тотчас обложили данью покоренную в результате бесконечных войн Азию; они, пребывающие там без мира на протяжении пятнадцати лет, в конце концов возвратились назад, движимые настоятельными требованиями своих жен, которые угрожали, что, если мужья не вернуться, то детей они себе будут искать от соседних народов.

Иордан в труде «О происхождении и деяниях гетов» полагал, что скифы Орозия являются «готами» и пересказал эту историю так:

И вот, когда готы жили там, ринулся на них войною Весозис, царь египетский; у готов был тогда королём Танаузис. На реке Фазисе [то есть река Рион в Закавказье], откуда в изобилии происходят фазийские птицы для пиров владык во всем мире, Танаузис, готский король, встретился с Весозисом, царем египетским, и, жестоко его поражая, преследовал до Египта; если бы не воспрепятствовало течение непереходимой реки Нила и укрепления, которые Весозис приказал некогда воздвигнуть для себя по причине набегов эфиопов, то Танаузис прикончил бы его там же, в его стране. Когда же он, не имея никакой возможности нанести ему, засевшему там, вред, возвращался обратно, то покорил себе чуть ли не всю Азию, принудив покоренных платить дань Сорну, царю мидян, который тогда был дорогим ему другом. Многие победители из его войска, обозрев подчиненные провинции во всем их могучем плодородии, покинули боевые отряды своего племени и по собственному желанию поселились в разных областях Азии. Помпей Трог говорит, что от их имени и рода произошли поколения парфян. Потому-то и до сего дня их называют на скифском языке беглецами, то есть парфянами. Они, соответственно своему происхождению, являются единственными стрелками среди племен почти всей Азии и отважнейшими воинами. Некоторые выводили такую этимологию из их имени (о котором мы сказали, что парфяне означает «беглецы»); те зовутся парфянами потому, что бежали от своих родичей. Готского же того короля Танаузиса после его смерти они стали почитать в числе богов своего племени.

Современные комментаторы Оросия считают, что Весозис — искаженное имя фараона Сесостриса, отмечая, впрочем, что нет прочных оснований для этого отождествления.